# Tomo Šokota
Tomislav »Tomo« Šokota, hrvaški nogometaš, * 8. april 1977, Zagreb.
Šokota je v hrvaški ligi igral za kluba Samobor in Dinamo Zagreb. Z Dinamom, za katerega je med letoma 1997 in 2001 ter 2007 in 2009 odigral 112 prvenstvenih tekem in dosegel 55 golov, je osvojil naslov državnega prvaka v sezonah 1997/98, 1998/99, 1999/00, 2007/08 in 2008/09, ter naslov hrvaškega pokalnega prvaka v sezonah 1997/98, 2000/01, 2007/08 in 2008/09. Med letoma 2001 in 2007 je igral v portugalski ligi za kluba Benfica in Porto. V sezonah 2004/05, 2005/06 in 2006/07 je osvojil naslov državnega prvaka, v sezonah 2003/04 in 2005/06 pa še naslov pokalnega prvaka. Med letoma 2009 in 2010 je igral za Lokeren v belgijski ligi, ob koncu kariere v letih 2010 in 2011 za Olimpijo v prvi slovenski ligi, kjer je odigral devetnajst prvenstvenih tekem in dosegel sedem golov.
Za hrvaško reprezentanco je odigral osem uradnih tekem in dosegel dva gola, nastopil je tudi na Evropskem prvenstvu 2004.